# العلاقات الغانية الموزمبيقية
العلاقات الغانية الموزمبيقية هي العلاقات الثنائية التي تجمع بين غانا وموزمبيق.

## مقارنة بين البلدين
هذه مقارنة عامة ومرجعية للدولتين:
| وجه المقارنة                                              | غانا         | موزمبيق          |
| --------------------------------------------------------- | ------------ | ---------------- |
| المساحة (كم2)                                             | 238.53 ألف   | 801.59 ألف       |
| عدد السكان (نسمة)                                         | 26.91 مليون  | 29.67 مليون      |
| الكثافة السكانية (ن./كم²)                                 | 112.82       | 37.01            |
| العاصمة                                                   | أكرا         | مابوتو           |
| اللغة الرسمية                                             | لغة إنجليزية | اللغة البرتغالية |
| العملة                                                    | سيدي غاني    | متكال موزمبيقي   |
| الناتج المحلي الإجمالي (بليون دولار)                      | 47.33 مليار  | 12.33 مليار      |
| الناتج المحلي الإجمالي (تعادل القوة الشرائية) بليون دولار | 115.41 مليار | 33.35 مليار      |
| الناتج المحلي الإجمالي الاسمي للفرد دولار أمريكي          | 1.37 ألف     | 529              |
| الناتج المحلي الإجمالي للفرد دولار أمريكي                 | 4.08 ألف     | 1.13 ألف         |
| مؤشر التنمية البشرية                                      | 0.579        | 0.416            |
| رمز المكالمات الدولي                                      | +233         | +258             |
| رمز الإنترنت                                              | .gh          | .mz              |
| المنطقة الزمنية                                           | 00           | ت ع م+02:00      |

## منظمات دولية مشتركة
يشترك البلدان في عضوية مجموعة من المنظمات الدولية، منها:
| علم المنظمة | اسم المنظمة                                 | تاريخ انضمام غانا | تاريخ انضمام موزمبيق |
| ----------- | ------------------------------------------- | ----------------- | -------------------- |
|             | منظمة التجارة العالمية                      | ?                 | ?                    |
|             | الاتحاد الأفريقي                            | ?                 | ?                    |
|             | الأمم المتحدة                               | 8 مارس 1957       | 16 سبتمبر 1975       |
|             | مجموعة دول أفريقيا والكاريبي والمحيط الهادئ | ?                 | ?                    |
|             | الاتحاد الدولي للاتصالات                    | 17 مايو 1957      | 4 نوفمبر 1975        |
|             | يونسكو                                      | 11 أبريل 1958     | 11 أكتوبر 1976       |
|             | الاتحاد البريدي العالمي                     | ?                 | ?                    |
|             | مؤسسة التنمية الدولية                       | 29 ديسمبر 1960    | 24 سبتمبر 1984       |
|             | دول الكومنولث                               | ?                 | 1995                 |
|             | منظمة حظر الأسلحة الكيميائية                | ?                 | ?                    |
|             | وكالة ضمان الاستثمار متعدد الأطراف          | 29 أبريل 1988     | 23 نوفمبر 1994       |
|             | منظمة الشرطة الجنائية الدولية               | ?                 | ?                    |
|             | مؤسسة التمويل الدولية                       | 3 أبريل 1958      | 24 سبتمبر 1984       |
|             | البنك الدولي للإنشاء والتعمير               | 20 سبتمبر 1957    | 24 سبتمبر 1984       |
|             | البنك الإفريقي للتنمية                      | ?                 | ?                    |
|             | المركز الدولي لتسوية المنازعات الاستشارية   | 14 أكتوبر 1966    | 7 يوليو 1995         |

## وصلات خارجية
- موقع وزارة الخارجية الغانية
- موقع وزارة الخارجية الموزمبيقية